# Florida-Nacktschwanzratte
Die Florida-Nacktschwanzratte (Solomys salamonis) ist ein extrem seltenes oder bereits ausgestorbenes Nagetier aus der Gattung der Nacktschwanzratten. Die Art ist nur vom Holotypus bekannt, der 1881 von Alexander Morton auf den Florida Islands in den Salomonen gesammelt wurde.

## Merkmale
Das einzige bekannte Exemplar ist ein Männchen mit einer Kopf-Rumpf-Länge von 187 mm. Die Schwanzlänge beträgt 194 mm, die Hinterfußlänge 39 mm und die Ohrenlänge 27 mm. Damit gilt die Florida-Nacktschwanzratte als kleinste Art der Nacktschwanzratten. Von der Bougainville-Nacktschwanzratte (Solomys salebrosus) und der Isabel-Nacktschwanzratte (Solomys sapientis), die eine rötlichbraune Fellfärbung aufweisen, unterscheidet sich die Florida-Nacktschwanzratte durch sein einfarbig aschgraues Fell.

## Verbreitung
In seiner wissenschaftlichen Erstbeschreibung aus dem Jahre 1883 gab Edward Pierson Ramsay irrtümlich Ugi Island (Uki Ni Masi) als Typuslokalität an. Später wurde der Herkunftsort auf Florida Islands (Nggela Sule) korrigiert.

## Status
Die IUCN stuft diese Art in die Kategorie unzureichende Datenlage (data deficient) ein. Bei Befragungen im Jahr 1987 fand der Zoologe Gregory Mengden vom Australian Museum heraus, dass die Insulaner mit einer Rattenart vertraut sind, auf die die Beschreibung der Florida-Nacktschwanzratte zutreffen könnte, jedoch konnte diese Art trotz intensiver Suchen nicht wiederentdeckt werden. Auch Ian Aujure vom Umweltministerium der Salomonen konnte im Jahre 1991 kein Exemplar nachweisen. Da die Florida Islands bereits stark entwaldet sind, ist die Möglichkeit nicht ausgeschlossen, dass die Florida-Nacktschwanzratte bereits ausgestorben ist.